# شهرستان کاندلر
شهرستان کاندلر (به انگلیسی: Candler County) یک شهرستان‌های جورجیا در ایالات متحده آمریکا است که در جورجیا واقع شده‌است. شهرستان کاندلر ۶۴۴٫۹۱ کیلومتر مربع مساحت دارد.